# Erik-Johannes Arnebrott
Erik-Johannes Thorsbye Arnebrott (* 28. April 1999) ist ein norwegischer Fußballspieler, der als Torwart spielt.

## Karriere

### Verein
Arnebrott begann mit dem Fußball spielen bei Viking Stavanger in Norwegen, wo er bis 2018 in deren zweiter Mannschaft spielte. Er war ab 2018 als Reservetorwart in der ersten Mannschaft eingeplant. Sein Debüt für Viking gab er am 2. Mai 2019 im NM-Cup, dem norwegischen Pokal (3:1). Noch in derselben Saison wurde er an Tromsdalen UIL verliehen, wo er seine ersten Ligapartien in der 1. Division absolvierte. Sein allererstes war das 1:3 daheim gegen FK Jerv am 6. Juni 2019. Nach zwei Monaten ging Arnebrott zurück zu Stavanger. Im Mai 2020 löste Viking den Vertrag mit Arnebrott auf.

### Nationalmannschaft
Arnebrott absolvierte bisher zwei Spiele für die U-21-Nationalmannschaft Norwegens.

## Erfolge
- Norwegischer Pokalsieger: 2019